# 클라라 슈만
클라라 요제핀 슈만(독일어: Clara Josephine Schumann, 독일어 발음: [ˈklaːʁa ˈjoːzɛfiːn ˈʃuːman], 1819년 9월 13일~1896년 5월 20일)은 독일의 피아니스트, 작곡가, 피아노 교사이다. 결혼 전 이름은 클라라 요제핀 비크(독일어: Clara Josephine Wieck)였으며, 낭만주의 시대의 가장 뛰어난 피아니스트 중 한 사람으로 여겨진다. 61년 간의 연주회 경력을 통하여 자신의 영향력을 발휘하였으며, 순수하게 기교적인 작품의 중요성을 줄임으로써 피아노 독주회의 형식과 레퍼토리를 변화시켰다. 또한 피아노 독주곡, 피아노 협주곡(Op. 7), 실내악, 합창곡, 가곡 등 다양한 장르의 작품을 작곡하였다.
라이프치히에서 태어나고 자랐으며, 아버지 프리드리히 비크와 어머니 마리아네 모두 피아니스트이자 피아노 교사였다. 또한 어머니는 가수이기도 하였다. 클라라는 신동이었고, 아버지에게 훈련을 받았다. 11세에 순회 공연을 시작하였고, 파리와 빈을 비롯한 여러 도시에서 성공을 거두었다. 1840년 9월 12일 작곡가 로베르트 슈만과 결혼하였고, 여덟 명의 자녀를 두었다. 부부는 함께 요하네스 브람스를 격려하였고 그와 긴밀한 관계를 유지하였다. 클라라는 남편과 브람스의 많은 작품들을 대중에게 초연하였다.
로베르트 슈만이 일찍 사망한 후, 수십 년 동안 유럽에서 순회 공연을 지속하였는데, 종종 바이올리니스트 요제프 요아힘과 다른 실내악 연주자들과 협연하였다. 1878년부터 프랑크푸르트에 있는 호흐 박사 음악원에서 유학생들을 유치한 영향력 있는 피아노 교육자로 일하였다. 또한, 남편의 작품 출판물을 편집하였다. 프랑크푸르트에서 사망하였으며 본에 위치한 남편 옆에 안장되었다.
슈만의 삶을 다룬 여러 편의 영화가 제작되었는데, 가장 오래된 것은 1944년 작 "트로이메라이"이다. 2008년 영화 "클라라"는 헬마 잔데르스브람스가 감독하였다. 안드레아스 슈타우프가 1835년에 제작한 석판화의 클라라 슈만 초상화는 1989년부터 2002년까지 100 독일 마르크 지폐에 사용되었다. 클라라의 음악 작품에 대한 관심은 20세기 후반에 되살아나기 시작하였고, 2019년 탄생 200주년을 맞아 새로운 책이 출판되고 전시회가 열렸다.

## 생애

### 어린 시절

#### 가족
클라라 슈만은 1819년 9월 13일 라이프치히에서 아버지 프리드리히 비크와 어머니 마리아네 비크 사이에서 클라라 요제핀 비크(독일어: Clara Josephine Wieck, 독일어 발음: [ˈklaːʀa ˈjoːzɛfiːn ˈviːk])라는 이름으로 태어났다. 어머니는 게반트하우스에서 매주 피아노와 소프라노 솔로 공연을 하던 라이프치히의 유명 성악가였다. 클라라의 부모는 아버지의 완고한 성격 탓에 화해할 수 없는 갈등을 겪었다. 어머니와 아버지의 친구인 아돌프 바르길 사이의 불륜으로 인하여 비크 부부는 1825년 이혼하였고, 마리아네는 나중에 바르기엘과 재혼하였다. 다섯 살이었던 클라라는 아버지와 함께 지냈고, 마리아네와 바르길이 베를린으로 이주하면서 클라라와 어머니 사이의 교류는 편지와 가끔씩의 방문으로 제한되었다.

#### 신동
클라라의 아버지는 어릴 때부터 그의 진로와 삶을 아주 세세한 부분까지 계획하였다. 클라라는 네 살 때부터 어머니에게 기본적인 피아노 레슨을 받기 시작하였다. 어머니가 집을 나간 후에는 아버지에게 매일 한 시간씩 레슨을 받기 시작하였다. 레슨에는 피아노, 바이올린, 노래, 이론, 화성학, 작곡, 대위법 등의 과목이 포함되었다. 그 후에는 매일 두 시간씩 연습해야 했다. 아버지의 교육은 그 자신의 저서인 《섬세한 터치와 노래하는 소리를 위한 비크의 피아노 교육》(Wiecks pianistische Erziehung zum schönen Anschlag und zum singenden Ton)의 방법을 따랐다. 그는 아버지의 감독 하에 종교와 언어를 공부하기는 하였지만 대부분의 일반 교육을 희생하면서까지 주로 음악을 공부하였다.

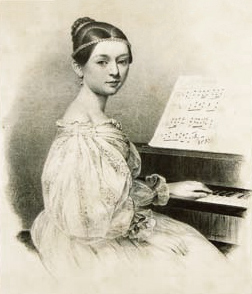
클라라 비크, 1835년 석판화

클라라 비크는 1828년 10월 28일 아홉 살의 나이로 라이프치히의 게반트하우스에서 공식 데뷔하였다. 같은 해 그는 콜디츠 성의 정신병원 원장인 에른스트 카루스의 라이프치히 자택에서 공연하였다. 그곳에서 그는 음악의 밤에 초대된 또 다른 재능 있는 젊은 피아니스트인 아홉 살 연상의 로베르트 슈만을 만났다. 슈만은 클라라의 연주를 보고 감탄한 나머지 어머니에게 허락을 구하여 별로 관심이 없었던 법학 공부를 그만두고 클라라의 아버지에게 음악 레슨을 받기로 하였다. 레슨을 받는 동안 그는 비크 가문의 방울 빌려 1년 정도 머물렀다.
1831년 9월부터 1832년 4월까지 클라라는 아버지와 함께 파리와 다른 유럽 도시를 순회하였다. 바이마르에서 그는 괴테를 위해 헨리 헤르츠의 브라부라 작품을 연주하였고, 괴테는 그에게 자신의 초상화가 담긴 메달과 "재능 있는 예술가 클라라 비크를 위하여"라고 적은 메모를 선물하였다. 그 순회 중에 역시 파리에 있던 바이올리니스트 니콜로 파가니니가 그에게 함께 공연하자고 제안하였다. 콜레라가 창궐하여 많은 사람들이 파리를 떠났기 때문에 그의 파리 연주회에는 많은 관객이 참석하지 못하였다. 이 순회 공연은 그가 신동에서 젊은 여성 연주자로 거듭나는 계기가 되었다.

#### 비엔나에서의 성공
1837년 12월부터 1838년 4월까지, 18세의 나이에 비크는 빈에서 일련의 독주회를 열었다. 오스트리아의 대표적인 극작 시인 프란츠 그릴파르처는 이 독주회 중 하나에서 그가 베토벤의 "열정" 소나타를 연주하는 것을 듣고 "클라라 비크와 베토벤"이라는 제목의 시를 썼다. 그는 객석을 매진시키고 찬사 일색인 평론가들의 호평 속에 연주하였다. 프란츠 슈베르트의 친구 베네딕트 란트하르팅거는 슈베르트의 "마왕"의 사인본을 그에게 주면서 "저명한 예술가, 클라라 비크에게"라고 적었다. 쇼팽은 비크의 연주회 중 하나를 듣기 위해 찾아온 프란츠 리스트에게 그의 연주를 묘사하였고, 리스트는 이후 파리의 "르뷰 에 가제트 뮈지칼"(Revue et Gazette Musicale)에 실린 편지에서 그를 극찬하였는데, 이 편지는 나중에 번역되어 라이프치히 저널 "노이에 차이트슈리프트 퓌어 무지크"(Neue Zeitschrift für Musik)에 실렸다. 3월 15일, 클라라는 오스트리아의 최고 음악 영예인 "왕실 및 제국 오스트리아 실내악 거장"(Königliche und Kaiserliche Österreichische Kammer-virtuosin)으로 임명되었다.
익명의 음악 평론가는 그의 빈 독주회를 묘사하면서 이렇게 말했다. "이 예술가의 등장은 획기적인 것으로 여겨질 수 있다... 그의 창의적인 손길 안에서, 가장 평범한 악절, 가장 일상적인 선율은 오직 최고의 예술성을 지닌 사람만이 줄 수 있는 중요한 의미와 색채를 얻는다."

### 지속적인 관계

#### 로베르트 슈만

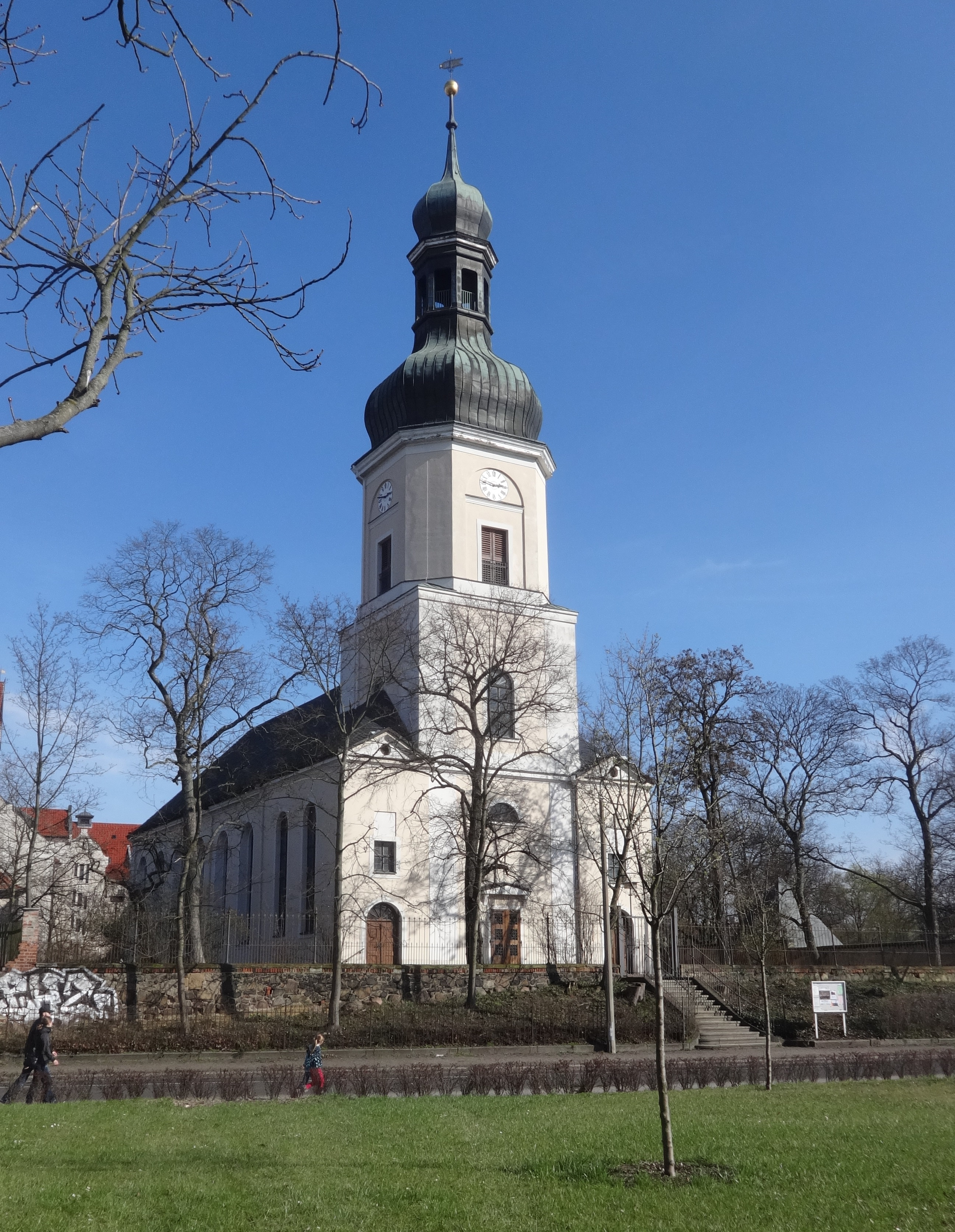
1840년 9월 12일 슈만 부부가 결혼한 쇠네펠트 교회

로베르트 슈만의 나이는 비크보다 아홉 살 정도 더 많았다. 비크가 18세가 되던 1837년, 슈만이 그에게 청혼하였고, 그는 이를 받아들였다. 로베르트는 그의 아버지에게 결혼을 승낙해줄 것을 청하였다. 프리드리히는 이 결혼을 강력히 반대하였고, 승낙을 거절하였다. 로베르트와 클라라는 법정에 가서 그를 고소하기로 결정하였다. 판사가 결혼을 허락하면서 클라라는 법적으로 성년이 되는 21번째 생일 전날인 1840년 9월 12일 쇠네펠트 교회에서 로베르트와 결혼식을 올렸다. 그 후부터 두 사람은 함께 음악과 일기를 쓰며 일상을 공유하였다.
1854년 2월, 로베르트 슈만은 정신적으로 쇠약해져 자살을 시도하였고, 그의 요청에 따라 본 근처 엔데니히 마을에 있는 요양소에 입원하여 생애 마지막 2년을 보냈다. 1854년 3월 브람스, 요아힘, 알베르트 디트리히, 율리우스 오토 그림은 클라라 슈만과 함께 시간을 보내며 그를 위해 음악을 연주하고 그의 마음을 비극에서 벗어나게 하고자 곁에 머물렀다. 브람스는 그를 위로하고자 피아노곡 네 곡과 클라라가 1년 전에 Op. 20으로 작곡한 바 있는 로베르트 슈만 주제에 의한 변주곡을 작곡하였다. 브람스의 이 음악은 출판을 목적으로 한 것이 아니라 온전히 클라라만을 위한 것이었다. 브람스는 나중에 이 곡들을 익명으로 출판하려고 생각하였지만 결국 그의 네 곡의 발라드, Op. 10과 로베르트 슈만 주제에 의한 변주곡, Op. 9로 발표되었다. 브람스는 로베르트가 곧 퇴원하여 가족과 재회하기를 바라며 슈만 부부에게 이 변주곡을 헌정하였다.
로베르트 슈만이 요양소에 머무는 2년 동안 그의 아내는 면회가 허용되지 않았지만 브람스는 정기적으로 그를 방문하였다. 클라라가 그를 만나기로 허락 받은 것은 로베르트가 임종 직전임이 분명해진 후였다. 로베르트가 그를 알아보는 듯하였지만 말은 몇 마디 밖에 할 수 없었다. 로베르트 슈만은 이틀 후인 1856년 7월 29일에 사망하였다.

#### 요제프 요아힘
슈만 부부가 바이올리니스트 요제프 요아힘을 처음 만난 것은 1844년 11월, 그가 14살이던 때였다. 그로부터 1년 뒤, 클라라 슈만은 1845년 11월 11일에 열린 공연회에 대하여 일기에 "어린 요아힘이 매우 좋아했다. 그는 펠릭스 멘델스존의 새로운 바이올린 협주곡을 연주하였는데, 그 곡이 훌륭하다고 한다."라고 썼다. 1853년 5월에 부부는 요아힘이 베토벤의 바이올린 협주곡 독주 파트를 연주하는 것을 들었다. 클라라는 그의 연주에 대하여 "끝맺음으로, 시적인 감정의 깊이로 모든 음표에 그의 영혼을 온전히 담아 이상적으로 연주하였다. 나는 이런 바이올린 연주를 들어본 적이 없었고, 진정으로 말하건대 어떤 거장으로부터도 이처럼 오래도록 잊지 못할 감동을 받은 적이 없다."고 썼다. 클라라와 요제프 사이에는 40년이 넘는 세월 동안 크고 작은 일에서 클라라를 실망시킨 적이 없고, 의리가 흔들린 적이 없는 지속적인 우정이 형성되었다.
슈만은 현역에 있는 동안 요아힘과 함께 독일과 영국에서 238회 이상의 연주회를 열었는데, 이는 다른 어떤 예술가보다 많은 횟수이다. 두 사람은 특히 베토벤의 바이올린 소나타 연주로 유명하였다.

#### 요하네스 브람스

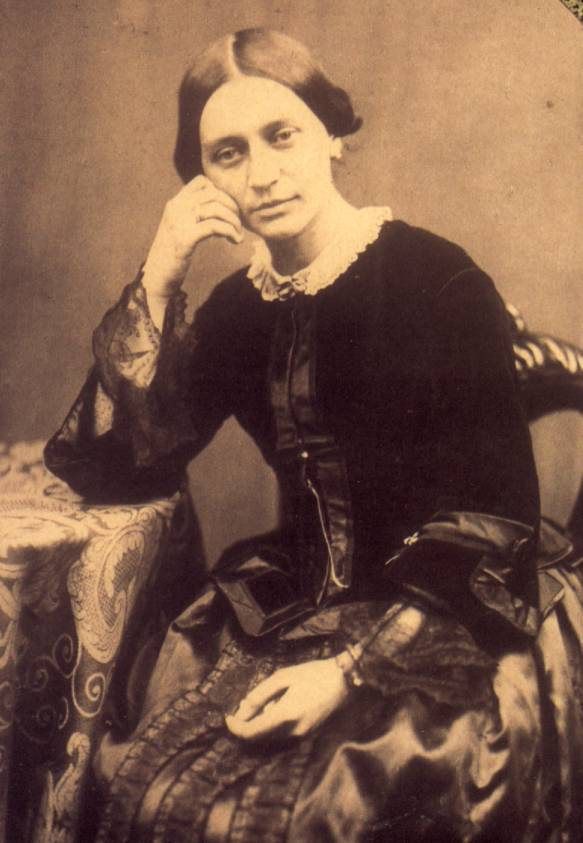
1853년의 슈만

1853년 초, 당시 무명이었던 20세의 요하네스 브람스는 요아힘을 만나 매우 좋은 인상을 남겼다. 브람스는 그로부터 로베르트 슈만에게 보내는 브람스에 대한 소개장을 받았고, 슈만 부부가 살고 있던 뒤셀도르프의 집에 찾아가 자신을 소개하였다. 브람스는 슈만 부부를 위하여 그의 피아노 독주곡 중 일부를 연주하였고, 그들은 매우 깊은 인상을 받았다. 로베르트는 브람스를 높이 평가하는 기사를 발표하였고, 클라라는 일기에 브람스가 "신께서 직접 보내심을 받은 것 같다"고 적었다.
로베르트 슈만이 정신병원에 감금된 마지막 몇 년 동안, 브람스는 슈만 가족에게 큰 힘이 되어주었다. 그의 편지에는 클라라에 대한 강렬한 감정이 드러나 있다. 두 사람의 관계는 우정과 사랑 사이 어딘가에 있었던 것으로 해석되며, 브람스는 클라라를 한 여성이자 재능 있는 음악가로 대하며 최대한의 존경심을 보였다.
브람스는 그의 첫 번째 교향곡을 공개하기 전에 클라라에게 연주해주었다. 클라라는 아다지오 부분에 대한 몇 가지 조언을 해 주었고, 브람스는 그 조언을 귀담아 들었다. 그는 교향곡에 대하여 전체적으로 감탄을 표현하였지만, 3악장과 4악장의 끝부분에 대해서는 만족스럽지 않다고 언급하였다. 그는 1861년에 브람스가 작곡한 피아노 독주곡 헨델 주제에 의한 변주곡과 푸가를 비롯하여 브람스의 작품 중 많은 곡을 최초로 공연하였다.

### 순회 공연
클라라 슈만은 1856년 4월 남편이 아직 살아 있었지만 여행을 할 수 없었을 때 처음으로 영국 순회 공연을 하였다. 그는 로베르트의 절친인 지휘자 윌리엄 스턴데일 베넷으로부터 런던 필하모닉 소사이어티 협연에 초청을 받았다. 그는 리허설 시간이 너무 짧은 것에 불만을 표하였다. "여기서는 한 곡을 한 번 연주하면 리허설이라고 부른다네요." 그는 영국의 음악 "예술가들"이 "스스로를 열등한 존재로 대우받도록 허용한다"고 썼다. 그는 첼리스트 알프레도 피아티가 "이전에는 들어본 적이 없는 음색, 화려한 기교, 확실성"으로 연주하는 것을 듣고 기뻐하였다. 1856년 5월, 그는 와일드 박사가 지휘하는 뉴 필하모닉 소사이어티와 함께 로베르트 슈만의 피아노 협주곡 라단조를 연주하였는데, 그는 "끔찍한 리허설을 지휘하였고" "마지막 악장의 리듬을 파악하지 못하였다"라고 말하였다. 그럼에도 그는 이듬해 런던으로 돌아와 그 후 15년 동안 지속적으로 영국에서 연주회를 가졌다.

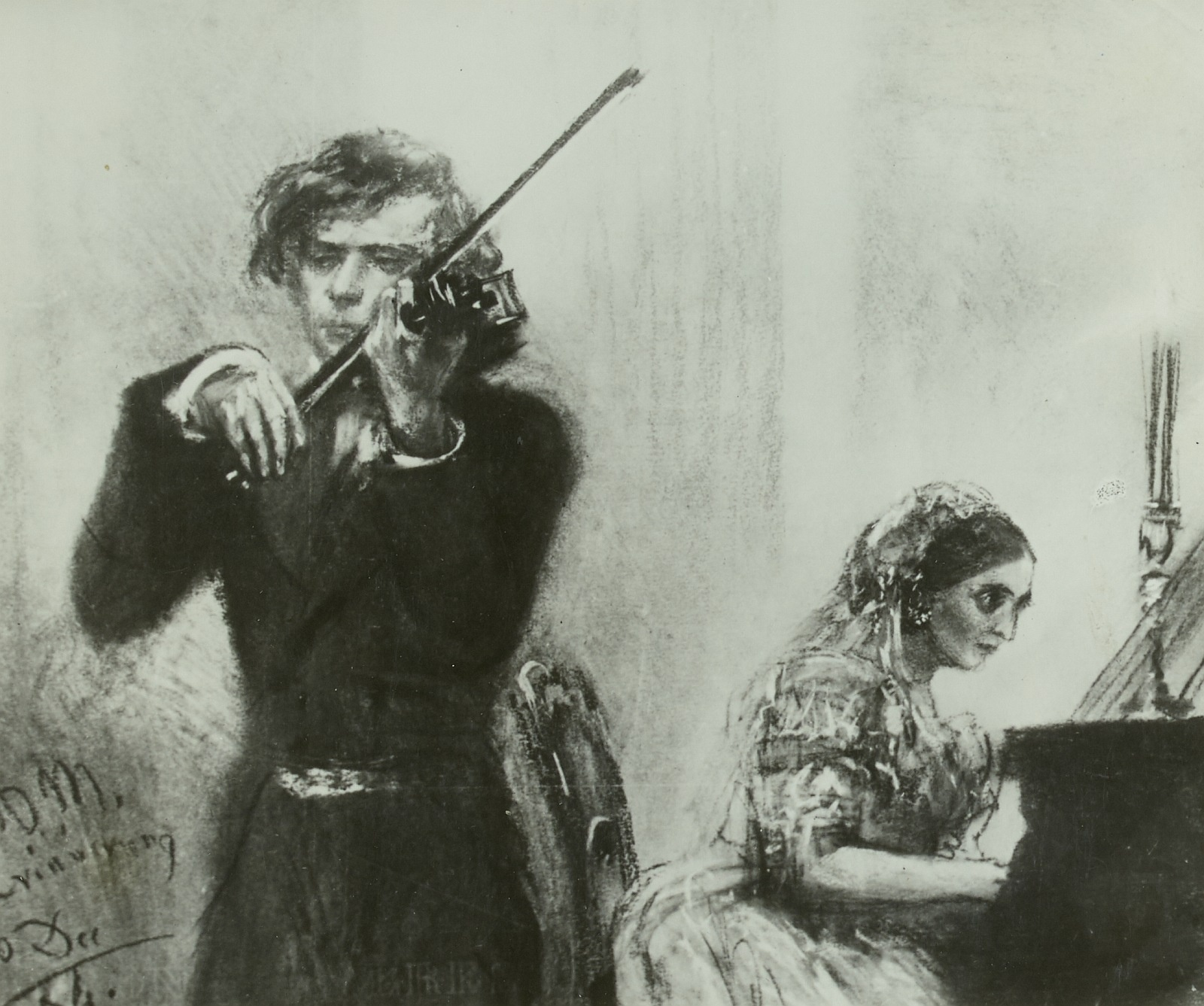
아돌프 멘첼의 유실된 1854년 그림에 묘사된 요제프 요아힘과 슈만

1857년 10월부터 11월까지 슈만과 요아힘은 드레스덴과 라이프치히로 순회 리사이틀을 떠났다. 1858년에 개관한 런던의 세인트 제임스 홀에서는 실내악의 "대중 콘서트" 시리즈가 열렸다. 요아힘은 1866년부터 매년 런던을 방문하였다. 슈만도 요아힘과 이탈리아의 유명 첼리스트 카를로 알프레도 피아티와 함께 대중 콘서트에 참여하여 런던에서 여러 해를 보냈다. 제2바이올리니스트 로우이스 리스(작곡가 페르디난트 리스의 조카)와 비올리스트 J. B. 제르비니 또한 주로 같은 공연 프로그램에서 연주하였다. 저명한 극작가이자 음악 평론가였던 조지 버나드 쇼는 대중 콘서트가 영국에서 음악적 취향을 전파하고 계몽하는 데 큰 도움이 되었다고 썼다.
1867년 1월 슈만은 요아힘, 피아티, 리스, 제르비니와 함께 스코틀랜드의 에든버러와 글래스고를 순회하였다. 영국 오페라단의 성악가이자 경영자인 루이자 파인과 수잔나 파인 자매, 그리고 손더스라는 남자가 모든 공연 일정을 주선하였다. 슈만은 첫째 딸 마리와 동행하였는데, 마리는 맨체스터에서 친구 로잘리 레서에게 보낸 편지에서 피아니스트가 "폭풍과 같은 박수갈채를 받았고 앙코르 공연을 하여야 했으며, 요아힘 역시 마찬가지였다. 피아티 또한 엄청난 사랑을 받았다."라고 적었다. 마리는 또한 "장거리 여행 때는 편안한 안락 의자와 소파가 갖춰진 세단[자동차]을 이용하였다... 여행은... 매우 편안하였다."라고 전하였다. 이번에는 음악가들이 "열등한 대우"를 받지 않았다.

### 만년

#### 공연
슈만은 1870년대와 1880년대에도 활발하게 공연 활동을 하였다. 이 몇 십 년 동안 그는 독일 전역에서 광범위하고 정기적인 공연을 펼쳤고, 오스트리아, 헝가리, 벨기에, 네덜란드, 스위스 등에서도 연주회를 가졌다. 스위스 바젤에 있을 때는 폰 데어 뮐 가문과 함께 지내곤 하였다. 그는 1865년부터 1888년까지 열여섯 번의 연례 겨울-봄 연국 순회 공연을 이어갔으며, 종종 바이올리니스트 요아힘과 함께 연주하였다.
그는 1874년 1월부터 팔 부상으로 인하여 늘 하던 영국 순회를 취소하고 공연을 잠시 쉬었다. 7월에 의사와 상담하여 팔 마사지를 받은 뒤 하루에 한 시간만 연습하라는 권고를 받았다. 그 해 나머지 기간 동안 휴식을 취한 뒤 1875년 3월 공연 무대에 다시 올랐다. 그는 완전히 회복되지 않았으며, 5월에 다시 팔에 신경통이 생겨 "팔 때문에 글을 쓸 수 없었다"고 말하였다. 1875년 10월이 되어서야 독일에서 또 다른 순회 공연을 시작할 수 있을 만큼 회복되었다.
피아노 독주회 외에도 실내악과 성악 반주, 관현악단과의 협연도 계속하였다. 1877년 베를린에서 그의 어머니가 재혼하여 낳은 이부남매 볼데마어 바르길이 지휘하는 가운데 베토벤 피아노 협주곡 5번을 연주하여 큰 성공을 거두었다. 1883년에는 새로 창단된 베를린 필하모니 관현악단과 협연하여 베토벤의 합창 환상곡을 연주하였고, 전날 계단에서 넘어져 다친 손으로 큰 고통을 겪으며 연주하였지만 열렬한 박수갈채를 받았다. 그해 말에는 요아힘이 지휘하는 가운데 같은 관현악단과 베토벤 피아노 협주곡 4번(자신의 카덴차 포함)을 연주하여 또 다시 찬사를 받았다.
1885년에 슈만은 다시 요아힘의 지휘와 함께 모차르트 피아노 협주곡 라단조를 협연하였꼬, 다시 자신의 카덴차를 연주하였다. 그 다음날에는 바르길의 지휘로 남편 로베르트 슈만의 피아노 협주곡을 연주하였다. 그는 브람스에게 "내가 그 어느 때보다 새롭게 연주한 것 같다."라고 쓰며 "내가 이 연주회에서 가장 좋았던 점은 수년 동안 이 날을 갈망해 오던 볼데마어에게 지휘 기회를 줄 수 있었다는 것이다."라고 전하였다.
그는 1891년 3월 12일 프랑크푸르트에서 마지막 공연을 진행하였다. 마지막으로 연주한 곡은 야메스 크바스트와 협연한 두 대의 피아노를 위한 판본의 브람스의 하이든 주제에 의한 변주곡이었다.

#### 교수

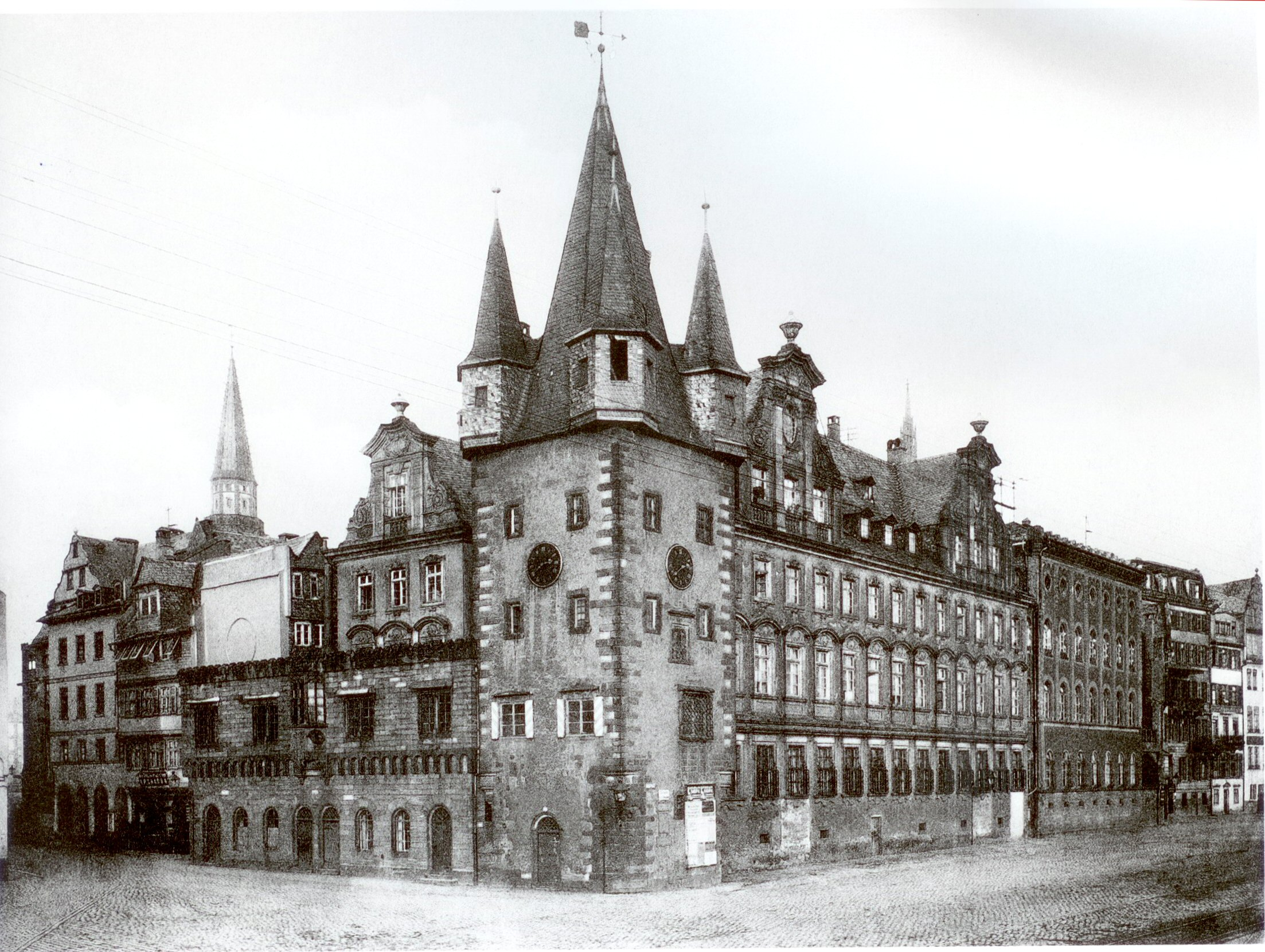
호흐 박사 음악원의 첫 번째 장소인 잘호프

1878년 슈만은 프랑크푸르트에 새로 설립된 호흐 박사 음악원의 첫 번째 피아노 교수로 임명되었다. 그는 슈투트가르트, 하노버, 베를린에서 온 제의에도 프랑크푸르트를 선택하였는데, 이는 음악원장 요아힘 라프가 그가 제안한 조건을 수용하였기 때문이다. 이 조건에 따라 하루에 1시간 30분을 초과하여 가르칠 수 없고, 자택에서 수업할 수 있으며, 4개월의 방학과 겨울에 단기 순회 공연을 할 수 있는 기간이 주어졌다. 그는 딸 마리와 오이게니를 염두에 두고 두 명의 보조 교사를 요구하였다.
그는 교수진 중 유일한 여성이었다. 그의 명성 덕분에 영국과 미국에서도 학생들이 몰려들었다. 그는 주로 젊은 여성들의 고급 과정만 가르쳤고, 두 딸이 초보자들을 지도하였다. 그를 통하여 음악가의 길을 걸은 것으로 알려진 68명의 제자들 중에는 나탈리아 야노트하, 패니 데이비스, 나네테 팔크, 아미나 굿윈, 카를 프리트베르크, 레너드 보윅, 일로너 에이벤슈취츠,  아델리나 드 라라, 마리 올슨, 메리 웜, 제인 로켈 등이 있었다. 음악원은 1878년 그의 무대 데뷔 50주년을 기념하는 행사를 열고 10년 뒤에는 60주년 행사도 가졌다. 그는 1892년까지 교직을 유지하며 현대 피아노 연주 기법 발전에 크게 기여하였다.

### 죽음
클라라 슈만은 1896년 3월 26일 뇌졸중을 앓고, 5월 20일 76세를 일기로 세상을 떠났다. 본인의 뜻에 따라 본에 위치한 알터 프리트호프 묘지에서 남편 로베르트 슈만 옆에 안장되었다.

## 가족

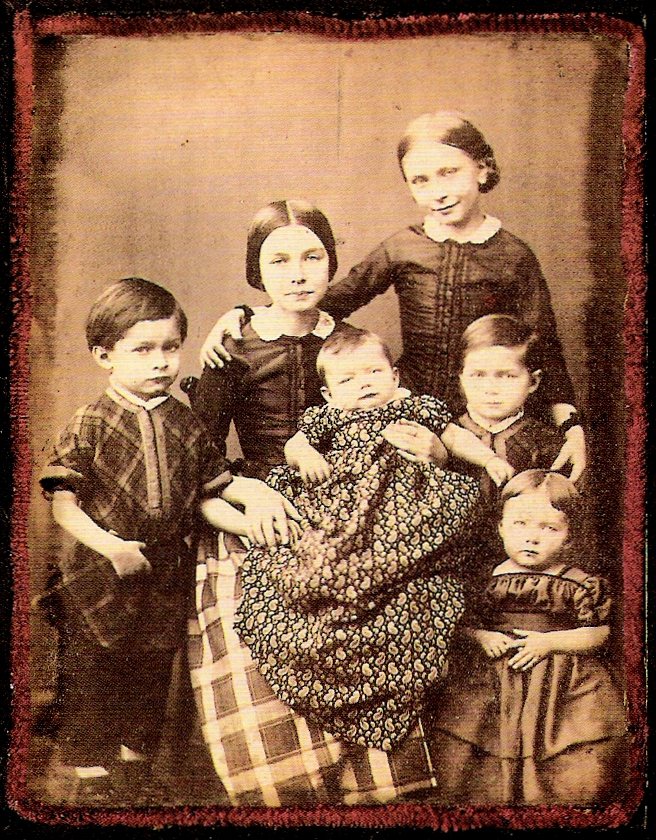
로베르트 슈만과 클라라 슈만의 아이들(1853년 또는 1854년에 찍은 사진) 왼쪽부터 루트비히, 마리, 펠릭스, 엘리제, 페르디난트, 오이게니.

로베르트 슈만은 결혼식 날 아내에게 일기장을 선물하였다. 그의 첫 번째 기록은 이 일기가 가족, 특히 부부의 개인적인 삶과 예술에 대한 그들의 열망과 성취를 자서전 형식으로 기록하는 역할을 해야 한다고 명시되어 있다. 또한 그들의 예술적 노력과 성장을 기록하는 역할도 하였다. 클라라가 많은 기록을 남긴 것으로 보아 그는 이 공유 일기 형식을 기꺼이 받아들였다. 이 평생의 목표에는 위험이 따르지만, 남편에 대한 그의 충실한 사랑과 두 삶을 예술적으로 하나로 만들고자 하였음을 보여준다.
부부는 가정 생활과 직업 모두에서 동반자 관계를 유지하였다. 그는 남편의 독주 피아노곡에서부터 남편의 관현악곡을 자신의 피아노 연주를 위하여 편곡한 판본에 이르기까지 그의 많은 작품을 초연하였다.
클라라는 종종 가계 재정과 가사 전반을 맡았다. 그의 책임 중 하나는 연주회 개최를 통해 돈을 벌어들이는 것이었지만, 단지 수입 때문만이 아니라 교육을 받은 타고난 예술가였기에 평생에 걸쳐 연주 활동을 이어갔다. 가족에 대한 책임은 시간이 갈수록 늘어나 그의 예술가로서의 활동을 제한하였다. 유명 작곡가의 아내로서 그는 자신의 예술 탐구에 한계가 있었다.
그는 가족의 주 수입원이었고, 남편이 병원에 입원하고 세상을 떠난 후에는 유일하게 생계를 지탱하는 가장이 되었다. 그는 연주회를 개최하고 학생들을 가르치며, 자신의 순회 공연을 대부분 직접 기획하였다. 장기 순회 공연 중에는 가정부와 요리사를 고용하여 집안일을 맡겼다.
클라라와 로베르트 슈만은 여덟 명의 자녀를 두었다.
- 장녀 마리(1841-1929)
- 차녀 엘리제(1843-1928)
- 삼녀 율리(1845-1872)
- 장남 에밀(1846-1847)
- 차남 루트비히(1848-1899)
- 삼남 페르디난트(1849-1891)
- 사녀 오이게니(1851–1938)
- 사남 펠릭스(1854–1879)

클라라의 삶은 비극으로 점철되었다. 남편 로베르트는 정신적 붕괴 후 영구적으로 시설에 입원하였다. 가장 오래 살았던 아들 루트비히는 아버지처럼 정신질환을 앓게 되었고, 그의 말에 따르면 결국 시설에 "생매장"되어야 하였다. 클라라는 말년에 들어서 난청이 왔고, 종종 휠체어를 사용하여야 하였다. 남편뿐 아니라 네 명의 자녀마저 먼저 세상을 떠났다. 첫 아들인 에밀은 1847년 고작 한 살 때 사망하였다. 딸 율리는 1872년에 사망하여 두 살과 일곱 살 밖에 안 된 두 자녀를 할머니가 맡게 되었다. 1879년에 아들 펠릭스가 24세의 나이로 사망하였다. 1891년에는 아들인 페르디난트가 41세의 나이로 세상을 떠났고, 남은 자녀들은 클라라가 돌보게 되었다.
장녀 마리는 가정에서 요리사의 자리를 맡아 어머니에게 큰 도움을 주었다. 또한 클라라가 브람스와 주고 받은 편지들을 만년에 브람스가 부탁하여 태우려 하였으나 더 이상 태우지 말라고 어머니를 설득하기도 하였다. 아버지가 세상을 떠난 뒤 너무 어려서 그를 기억하지 못하였던 다른 딸 오이게니는 1925년에 부모와 브람스에 대한 《회고록》(Erinnerungen)을 출판하였다.
슈만은 1849년 5월 드레스덴 5월 봉기 당시 자녀들을 구출한 것으로 유명하다. 5월 3일 저녁, 로베르트와 클라라는 "독일 연방 헌법"을 승인하지 않은 작센 왕 프리드리히 아우구스투스 2세에 대항하는 혁명이 드레스덴에 도래하였다는 소식을 들었다. 대부분의 가족은 피신하여 "이웃 보안대"에 숨었지만, 5월 7일 클라라는 용기를 내어 하녀와 함께 남겨진 세 자녀를 구하러 드레스덴으로 돌아왔고, 무장한 군인들의 위협에도 아랑곳하지 않고 아이들을 데리고 위험 지역을 다시 통과하여 도시 밖으로 빠져나왔다.

## 음악

### 연주 레퍼토리
슈만은 평생 동안 국제적으로 저명한 콘서트 피아니스트였다. 1831년부터 1889년까지 그가 유럽 전역에서 행한 공연의 1,300개 이상의 콘서트 프로그램이 보존되어 있다. 그는 남편과 브람스, 쇼팽, 멘델스존과 같은 동시대 사람들의 작품에 뛰어났다.

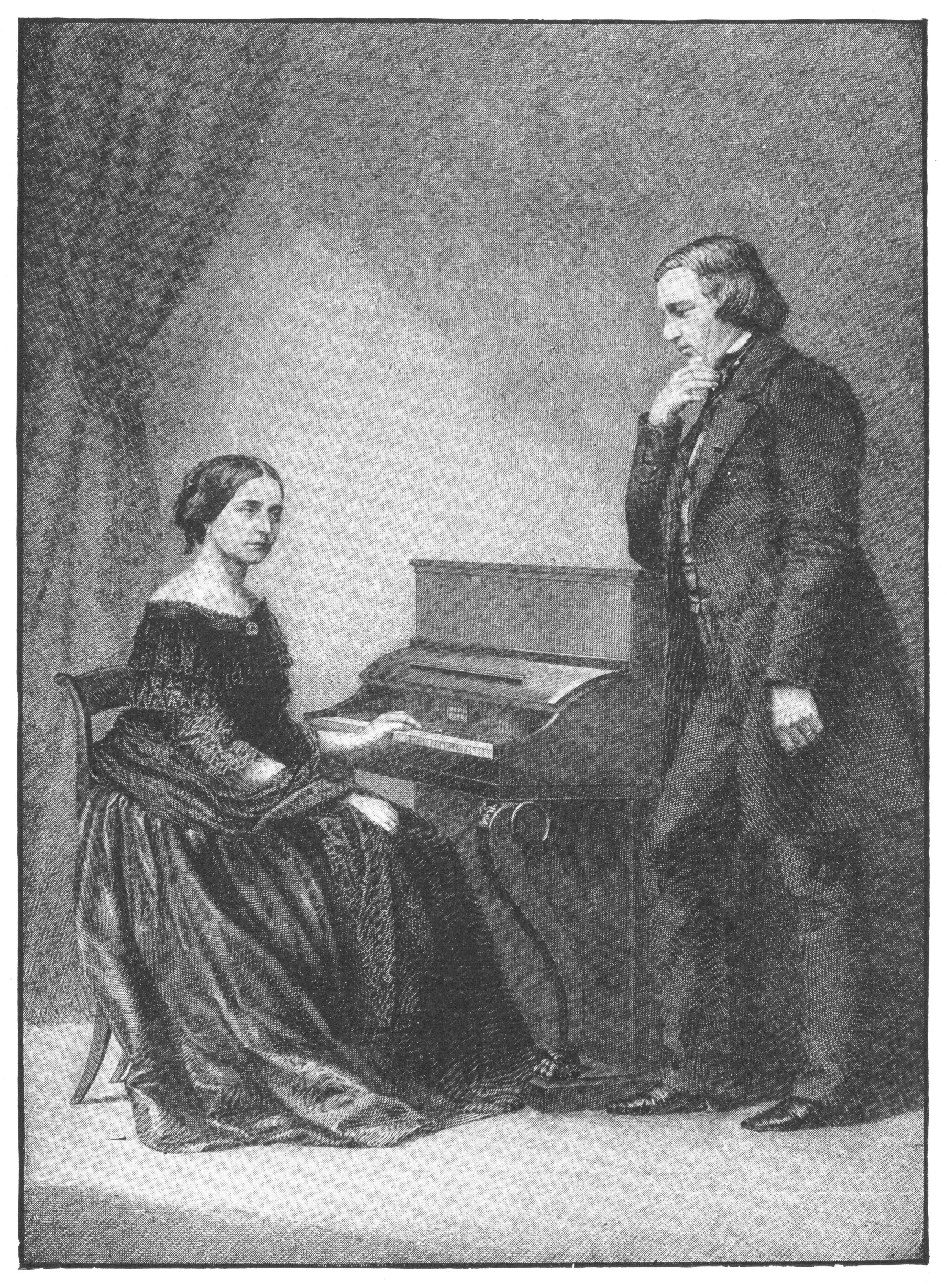
클라라와 로베르트 슈만, 《유명 작곡가와 그들의 작품》 삽화, 1906년

슈만 부부는 쇼팽의 숭배자로, 특히 우리 손을 맞잡고에 의한 변주곡을 좋아하였으며, 클라라도 직접 이 곡을 연주하였다. 클라라가 14세, 장래의 남편이 23세였을 때, 그가 클라라에게 이렇게 썼다.
내일 정확히 11시에 나는 쇼팽의 변주곡 아다지오를 연주할 것이며, 동시에 매우 진지하게, 오직 그대만을 생각할 것입니다. 나의 요청은 그대도 같은 일을 해주는 것입니다. 그래서 우리가 정신적으로 서로를 보고 만날 수 있도록 말이에요.— 로베르트 슈만

클라라 슈만은 초기에 아버지가 선곡한 레퍼토리를 연주하였는데, 이는 당시 유행하던 화려한 스타일로, 프리드리히 칼크브레너, 아돌프 폰 헨셀트, 지기스문트 탈베르크, 앙리 헤르츠, 요한 페터 픽시스, 카를 체르니의 작품과 그 자신의 작곡한 작품들이 포함되었다. 그는 도메니코 스카를라티, 요한 제바스티안 바흐와 같은 바로크 작곡가들의 작곡을 레퍼토리에 포함하기 시작하였는데, 특히 1850년대까지 인기를 얻지 못한 쇼팽, 멘델스존, 그의 남편의 현대 클래식 음악을 연주하였다.
1835년, 그는 멘델스존이 지휘하는 라이프치히 게반트하우스 관혁악단과 함께 자신의 피아노 협주곡 가단조를 연주하였다. 1845년 12월 4일, 그는 드레스덴에서 로베르트 슈만의 피아노 협주곡을 초연하였다. 브람스의 조언에 따라, 그는 하노버 궁정과 라이프치히에서 모차르트의 피아노 협주곡 다단조를 연주하였다.
그는 1856년 이전에 두 차례 아라벨라 고다드와 함께 베토벤의 하머클라비어 소나타를 공개적으로 연주한 최초의 여성 피아니스트 중 한 명이었다. 남편의 사망 후인 1856년부터 1873년까지는 그녀가 연주자로서 가장 바쁜 시기였다. 이 기간 동안 그는 영국에서 연주자로서 성공을 거두었으며, 1865년 베토벤의 피아노 협주곡 사장조 연주는 엄청난 박수갈채를 받았다. 실내악 연주자로서 그는 바이올리니스트 요아힘과 자주 연주회를 가졌다. 경력후기에는 독창회에서 가곡 가수들의 반주를 자주 맡았다.

### 작곡
클라라 비크는 아버지로부터 받은 폭넓은 음악 교훈의 일환으로 작곡을 배웠고, 어린 시절부터 중년에 이르기까지 상당한 양의 작품을 만들어냈다. 클라라는 "작곡은 나에게 큰 기쁨을 준다... 창작의 기쁨을 능가하는 것은 없다. 그것을 통해 자신을 잊어버리는 시간을 시간을 얻을 수 있기 때문이다. 그 때 우리는 소리의 세계에 살게 된다."라고 썼다. Op. 1은 1831년에 작곡한 피아노를 위한 네 개의 폴로네즈였고, Op. 5는 1836년에 작곡한 네 개의 성격 소품이었는데, 모두 그의 독주회를 위한 피아노 작품들이었다. 14세에는 미래의 남편의 도움을 받아 피아노 협주곡 가단조를 작곡하였다. 그는 두 번째 피아노 협주곡을 계획하였지만, 1847년에 작곡된 바단조의 콘체르차즈만 현존한다.

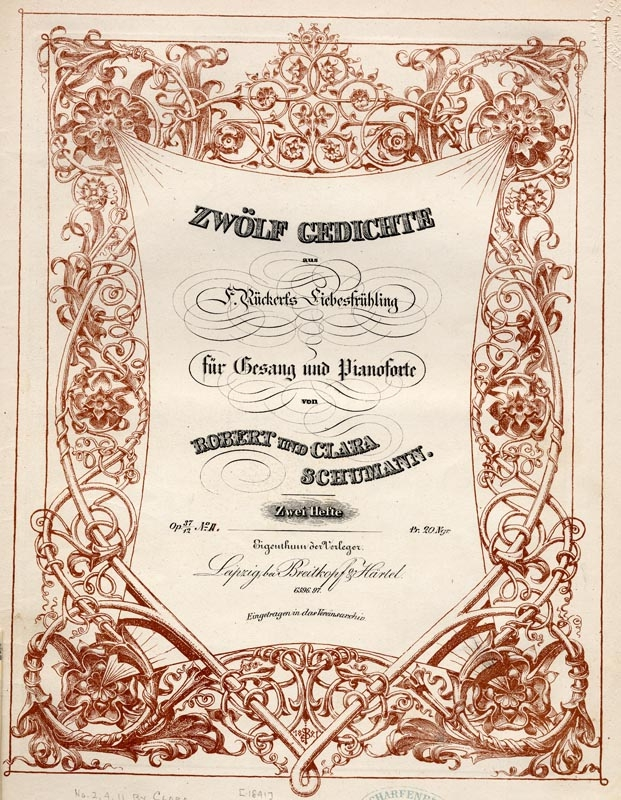
클라라와 로베르트 슈만의 F. 뤼케르트의 사랑의 봄에 의한 12개의 가곡

결혼 후 그는 가곡과 합창곡 작곡으로 방향을 전환하였다. 슈만 부부는 1841년에 프리드리히 뤼케르트의 연작시 사랑의 봄(리베스프륄링)을 가사로 한 작품을 합작하여 출품하였는데, 이는 클라라의 Op. 12와 로베르트의 Op. 37에 해당하는 F. 뤼케르트의 사랑의 봄에 의한 12개의 가곡이었다. 그의 실내악 작품으로는 피아노 삼중주 사단조 Op. 17(1846년)과 남편의 생일에 영감을 받아 작곡한 바이올린과 피아노를 위한 세 개의 로망스 Op. 22(1853년)가 있다. 부부는 이 작품들을 요아힘에게 헌정하였고, 그는 이 작품들을 하노버의 게오르크 5세 앞에서 연주하였는데, 국왕은 이 작품들을 "경이로운 천상의 기쁨"이라고 선언하였다.
클라라는 나이가 들면서 삶의 다른 책임들에 더 몰두하게 되었고, 정기적으로 작곡하는 것이 어려워졌다. 그는 "나는 한때 내가 창조적인 재능을 가지고 있다고 믿었지만, 이제는 이 생각을 포기하였다. 여성은 작곡을 갈망하여서는 안 된다. 아직까지 그것을 할 수 있는 여성은 한 명도 없었다. 내가 그 한 사람이 될 것으로 기대해야 할까?"라고 썼다. 그의 남편도 그의 작곡 성과의 영향에 대하여 우려를 표명하였다.
클라라는 일련의 작은 작품들을 작곡했는데, 그것들은 그녀가 이전에 결코 이루지 못했던 음악적이고 다정한 독창성을 보여준다. 그러나 아이들과, 항상 상상의 영역에 살고 있는 남편을 두는 것은 작곡과 함께 할 수 없다. 그이는 규칙적으로 작곡할 수 없고, 나는 그이가 그것들을 완성할 수 없기 때문에 얼마나 많은 심오한 아이디어들이 사라지는지 생각하면 종종 마음이 불편하다.— 로베르트 슈만

그는 11살 때부터 매년 1곡에서 8곡의 작품을 작곡하였지만, 1848년에 작품 활동이 중단되었고, 그 해에는 남편의 생일을 위한 합창곡 한 곡만 만들었으며 두 번째 피아노 협주곡은 미완성으로 남겼다. 이 두 작품은 그의 Op. 18과 19를 위해 남겨 두었지만, 결국 출판되지 않았다. 그러나 5년 후인 1853년, 그가 34세이자 브람스를 만난 해에 그는 작곡에 몰두하여, 그 해에만 16곡의 작품을 썼다. 남편의 "앨범 잎"(그의 Op. 99 제4번)에 의한 피아노 변주곡 한 세트, 피아노 독주와 네 바이올린과 피아노를 위한 8개의 "로망스", 그리고 일곱 곡의 가곡이 그것이다. 이 작품들은 로베르트가 요양원에 수용된 후 1년 뒤에 그의 Op. 20부터 23까지로 출판되었다.
이후 43년 동안, 그는 오직 남편과 브람스의 작품들을 피아노로 편곡하는 작업만 하였다. 여기에는 1872년 출판사의 의뢰로 작업한 로베르트 슈만의 가곡 41곡에 대한 편곡과 1879년 친구의 결혼기념일을 위하여 의뢰 받은 짧은 피아노 이중주가 포함되었다. 생애 마지막 해에 그는 피아노 학생들을 위하여 고안된 피아노 전주곡을 위한 몇 가지 스케치를 남겼고, 베토벤과 모차르트의 피아노 협주곡 연주를 위하여 작곡한 카덴차도 출판하였다.
클라라 슈만의 음악 대부분은 다른 사람에 의해 연주되지 않았고 1970년대에 관심이 되살아날 때까지 대부분 잊혀졌다. 오늘날 그녀의 작품들은 점점 더 많이 연주되고 녹음되고 있다.

### 편집자
슈만은 브라이트코프 & 헤르텔 출판사를 위하여 브람스와 다른 이들의 도움을 받아 남편의 작품을 권위 있게 편집하였다. 그는 또한 도메니코 스카를라티의 소나타 스무 곡, 1885년에 남편의 편지(Jugendbriefe; 청년의 편지), 1886년에 남편의 피아노 작품에 손가락 번호와 다른 지시사항(Fingersatz und Vortragsbezeichnungen; 운지법과 연주 지시)을 추가하여 편집하였다.

### "낭만주의 전쟁"
1840년대 초반, 슈만 부부는 프란츠 리스트와 그의 젊은 작곡가 친구들, 즉 이후에 신독일악파로 알려지게 된 작곡가들의 작품에 관심을 가졌지만, 1840년대 후반에 들어서면서 보다 음악적으로 보수적인 관점과 신념 때문에 리스트에 대하여 공개적으로 적대적인 태도를 취하게 되었다. 클라라는 로베르트보다 더 보수적인 심미주의자였기에 더 그러하였다. 1850년대 중반, 로베르트의 쇠퇴 이후, 젊은 브람스가 이 대의에 동참하였고, 클라라는 자신의 이상을 촉진하고 남편의 신념에 대한 공격으로 여겨지는 것으로부터 그것을 보호하기 위하여 브람스, 요제프 요아힘과 함께 음악의 유산과 존엄성을 수호하는 보수적인 음악가 집단을 형성하였는데, 이는 베토벤으로 정점에 달하였던 로베르트 슈만의 비평적 이상이기도 하였다.
"낭만주의 전쟁"에서 반대편에 있던 리스트와 리하르트 바그너가 이끄는 음악계의 급진적인 진보주의자들(대부분 바이마르 출신)은 베토벤의 그늘 아래에서 작곡하는 것에서 벗어나고자 하였다. 그들은 음악이 지금까지 어떠하였는 지에 대한 낡은 형식과 사상을 초월하여, 미래를 위하여 음악이 어떠하여야 하는지를 창조하고자 하였다. 바이마르 학파는 표제 음악의 개념을 장려하였던 반면, 라이프치히/베를린 학파의 슈만 부부와 브람스는 음악은 반드시 절대 음악이어야 하며 오직 그것일 수 밖에 없다는 입장을 고수하였는데, 이 용어 자체는 바그너가 경멸조로 만들어낸 것이었다.
클라라 슈만이 리스트와 갈등을 빚었던 이유 중 하나는 연주 실천에 대한 철학적 차이에서 비롯되었다. 리스트는 예술가가 신체적, 정서적 연주를 통하여 청중을 위하여 음악을 해석한다고 믿었다. 리스트는 연주할 때 팔을 휘젓고, 고개를 흔들며, 입술을 오므렸는데, 이는 유럽 전역에 리스트 열풍을 불러일으켰고, 이는 100년 후 비틀즈 여성 팬들의 비틀즈 열풍에 비유되기도 하였다. 반면에 클라라는 음악가의 개성이 억제되어 작곡가의 비전이 청중들에게 분명히 드러나야 한다고 믿었다.
양측의 지지자들은 공연에서의 공개 시위, 명성을 훼손하는 언론 기고문 발표, 상대방을 당황시키기 위하여 고안된 기타 공개적 모욕 등 적극적인 캠페인을 벌였다. 브람스는 1861년 5월 4일 "진지한 음악" 진영을 위한 선언문을 발표하였는데, 여기에는 클라라 슈만, 요아힘, 알베르트 디트리히, 볼데마어 바르길 등 20여 명이 서명하였고, "미래의 음악"의 제공자들을 "음악의 가장 내적인 정신에 반하며, 강력히 유감스럽고 비난받아 마땅한" 것으로 규탄하였다. 리스트를 중심으로 한 공식 단체인 신바이마르 클럽은 로베르트 슈만이 창간한 "음악신보"(Neue Zeitschrift für Musik)의 기념 행사를 그의 출생지 츠비카우에서 개최하면서, 그의 미망인 클라라를 포함한 반대파 인사들을 의도적으로 초대하지 않았다. 클라라 슈만은 리스트의 작품을 더 이상 연주하지 않았고, 남편의 전집을 출판할 때 리스트에 대한 그의 헌정곡 다장조 환상곡의 헌정사를 삭제하였다. 그는 1870년 빈에서 열린 베토벤 탄생 100주년 축제에 리스트와 리하르트 바그너가 참여한다는 소식을 듣고 참석을 거부하였다.
클라라 슈만은 반대 진영의 작품을 묘사할 때, 특히 바그너에 대하여 신랄하게 비판하였다. 그의 탄호이저에 대하여 "그는 잔혹함으로 자신을 소진시킨다"고 썼고, 로엔그린을 "끔찍하다"고 묘사하였으며, 트리스탄과 이졸데를 "내 평생 본 것과 들은 것 중 가장 혐오스러운 것"이라고 언급하였다. 그는 또한 바그너가 그의 남편과 멘델스존, 브람스에 대하여 "경멸적인" 방식으로 말하였다고 불평하였다. 바그너는 한 에세이에서 음악적 보수주의자들을 "메시아를 기다리는 음악 절제 협회"로 묘사하며 놀림감으로 삼았다. 클라라는 안톤 브루크너의 교향곡 7번을 매우 낮게 평가하였고, 브람스에게 편지를 써서 그것을 "끔찍한 작품"이라고 묘사하였다. 브루크너의 교향곡들은 진보적 화성, 대규모 관현악법, 확장된 시간 규모로 인하여 신음악의 대표적 작품으로 여겨졌다. 그러나 슈만은 리하르트 슈트라우스의 초기 교향곡 바단조 1번에 더 깊은 인상을 받았다. 이는 슈트라우스가 후에 유명해진 고도로 표제적인 음악을 작곡하기 전의 일이었다.
브람스는 비밀리에 바그너의 음악을 높이 평가하였고, 결국 리스트의 작품도 공개적으로 칭찬하였다. 선언문의 지지자들과 서명자들 중 요아힘을 포함한 여럿은 마음을 돌려 "다른 편"에 합류하였다. 논란은 결국 가라앉았지만, 클라라 슈만은 생전에 신독일악파 음악에 대한 반대 입장을 굽히지 않았다.

## 유산

### 생전의 영향력

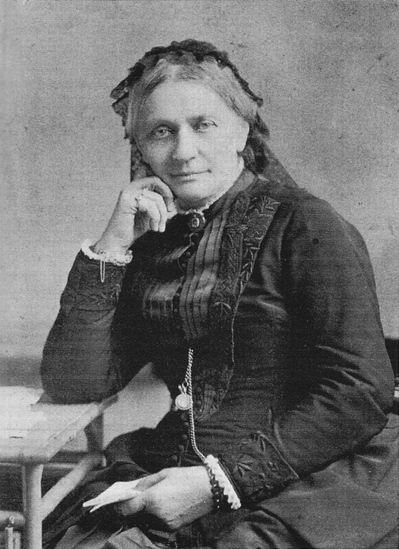
에드바르 그리그에 따르면 슈만은 "당대 가장 감동적이고 유명한 피아니스트 중 한 사람"이었다.

슈만은 사후 오랜 세월 동안 작곡가로서 널리 인정받지 못하였지만, 피아니스트로서 지속적인 영향력을 발휘하였다. 아버지로부터 귀로 듣고 암기하는 연주를 훈련받은 그는 13세 때부터 암보로 공연을 펼쳤는데, 이는 당시 평론가들에 의하여 특별한 사실로 주목되었다. 그는 암보로 연주한 최초의 피아니스트 중 한 명으로, 이를 연주회의 표준으로 만들었다. 그는 또한 콘서트 피아니스트에게 기대되는 프로그램의 종류를 바꾸는 데에도 중요한 역할을 하였다. 결혼 전 초기 경력 시절, 그는 탈베르크, 에르츠, 헨젤트 같은 거장들이 작곡한, 유행하는 오페라 주제에 의한 편곡이나 변주곡 형식으로 연주자의 기교를 과시하기 위하여 고안된 관습적인 브라부라 작품들을 연주하였다. 자신의 작품을 연주하는 것이 관례였기 때문에, 그는 모든 프로그램에 벨리니의 주제에 의한 변주곡(Op. 8)과 인기 있는 셰르초(Op. 10)와 같은 자신의 작품을 적어도 한 곡은 포함시켰다. 그러나 그가 더 독립적인 예술가가 되면서, 그의 레퍼토리는 주로 주요 작곡가들의 음악으로 구성되었다.
슈만은 작곡가의 의도에 기교를 종속시키면서 표현력과 노래하는 듯한 음색을 강조한 그의 교습을 통하여 피아니스트들에게 영향을 미쳤다. 그의 제자 중 한 명인 마틸드 베른은 그의 교습을 영국으로 가져가 솔로몬 커트너를 비롯한 제자들을 가르쳤다. 또 다른 제자인 카를 프리트베르크는 이 전통을 미국의 줄리아드 스쿨에 전하였으며, 그의 제자로는 니나 시몬, 맬컴 프레이저, 브루스 헝거포드 등이있다.
그는 또한 로베르트 슈만의 작품이 인정받고, 감상되며, 레퍼토리에 추가되도록 하는 데 중요한 역할을 하였다. 그는 평생 남편의 작품을 평생 동안 끊임없이 홍보하였다.

### 영화
클라라 슈만은 여러 차례 스크린에 묘사되었다. 슈만에 관한 가장 오래된 영화로 알려진 "트로이메라이"(Träumerei, 꿈)는 1944년 5월 3일 츠비카우에서 최초 개봉하였다. 아마도 가장 유명한 영화는 1947년 작 "사랑의 노래"(Song of Love)로, 캐서린 헵번이 클라라 역을, 폴 헨리드가 로베르트 역을, 로버트 워커가 브람스 역을 맡았다.
1954년, 로레타 영은 "로레타 영 쇼" 시즌 1, 에피소드 26: "클라라 슈만 이야기"(첫 방영 1954년 3월 21일)에서 그녀를 연기하였다. 이 에피소드에서 그는 조지 네이더가 연기한 남편의 작곡 경력을 셸리 페브레이, 칼턴 G. 영과 함께 지원한다.
최근의 독일 영화로는 나스타샤 킨스키가 클라라 역을 맡은 1983년 작 "봄의 교향곡"(Frühlingssinfonie)과 마르티나 게데크가 그를 묘사한 2008년 헬마 잔데르스브람스 감독의 영화 "클라라"(Geliebte Clara)가 있다.

### 연극
클라라 슈만의 삶은 작곡가 빅토리아 본트와 각본가 바르바라 친크리거의 실내 오페라 "클라라", 작곡가 토니 만프레도니아와 각본가 아이든 K. 펠트캄프의 2막 오페라 "유령 변주곡"에서 탐구되었다. 배우, 가수, 음악가들로 이루어진 실내 앙상블이 출연하는 라이브 연극 공연인 "쌍둥이 영혼"(Twin Spirits)도 클라라 슈만의 삶의 이야기를 깊이 있게 다룬다.

### 지폐와 음악원
안드레아스 슈타우프가 1835년에 제작한 석판화의 클라라 슈만 초상화는 1989년 1월 2일부터 2002년 1월 1일 유로화 도입 시까지 발행된 100 독일 마르크 지폐에 사용되었다. 지폐 뒷면에는 그가 연주한 그랜드 피아노와 그가 가르쳤던 호흐 박사 음악원의 외관이 그려져 있다. 음악원 신축 건물의 대강당은 그의 이름을 따서 명명되었다.

## 주해
1. ↑  런던 필하모닉 소사이어티는 1813년에 설립되었다. 1912년, 이 협회는 "로열 필하모닉 소사이어티"가 되었다.
2. ↑  와일드 박사를 공동 설립자로 하는 뉴 필하모닉 소사이어티는 1852년에 활동을 시작하였다. "음악과 음악가 사전"(조지 그로브 편, 1900년, 맥밀런, 런던, 위키문헌 수록)의 조지 그로브의 "New Philharmonic Society" 항목 참조. 뉴 필하모닉 소사이어티는 1879년 6월 연주회 개최를 중단하였다.
3. ↑  일부 인쇄된 프로그램은 예술 & 인문학 연구 위원회의 "콘서트 프로그램", 세인트 제임스 홀 콘서트(1867-1904)에 보존되어 있다.

### 참고문헌

#### 서적
- Avins, Styra (1997). 《Johannes Brahms: Life and Letters》. 번역 Eisinger, Josef; Avins, Styra. Oxford University Press. ISBN 0199247730. 2019년 8월 2일에 확인함.

- Borchard, Beatrix (1991) [reprinted 2015]. 《Clara Schumann : Ihr Leben》 (독일어). Berlin: Ullstein Verlag. ISBN 978-3-48-708553-1.

- Burton-Hill, Clemency (2017). 《Year of wonder : classical music for every day》. London: Headline Home. ISBN 978-1472251824. OCLC 1011353452.

- Clive, Peter (2006). 《Brahms and His World: A Biographical Dictionary》. Scarecrow Press. ISBN 978-1461722809. 2019년 10월 16일에 확인함.

- Dahlhaus, Carl (1991). 《The Idea of Absolute Music》. 번역 Lustig, Roger. University of Chicago Press. Originally published Kassel (1978) [in German], Chicago/London (1989) [English translation].

- Haisler, J. L. (2003). 《The Compositional Art of Clara Schumann (a Master of Music thesis)》. Houston, TX: Rice University.

- Jensen, Eric Frederick (2012). 《Schumann》. Oxford University Press. ISBN 978-0-19-983195-1. 2019년 8월 4일에 확인함.

- Koch, Paul-August (1991). 《Clara Wieck-Schumann: (1819–1896): Kompositionen: eine Zusammenstellung der Werke, Literatur und Schallplatten》. Frankfurt am Main: Zimmermann.

- Litzmann, Berthold (1913) [reprint 2013]. 《Clara Schumann: An Artist's Life, Based on Material Found in Diaries and Letters》. 1: 1819–1850 ISBN 978-1-108-06415-6, Vol. 2: 1850–1896 ISBN 978-1-108-06416-3. Alternate reprint edition: Read Books Ltd (2011), Vol. 1 ISBN 978-1-446-54706-9, Vol. 2 ISBN 978-1-446-54512-6. 번역 Hadow, Grace E.. Preface to vol. 1 by W. H. Hadow. Translat a abridg frome four German판. Cambridge University Press. Original publishers (English ed.): London: Macmillan & Co. & Leipzig: Breitkopf & Härtel (1913).

- Litzmann, Berthold (1902–1908). 《Clara Schumann: Ein Künstlerleben, Nach Tagebüchern und Briefen》. 1: Mädchenjahre 1819–1840, Vol. 2: Ehejahre 1840–1856, Vol. 3: Clara Schumann und ihre Freunde 1856–1896. Leipzig: Breitkopf & Härtel.

- Litzmann, Berthold, 편집. (1927) [reprint 1973]. 《Clara Schumann, Johannes Brahms: Briefe aus den Jahren 1853–1896》 [Letters of Clara Schumann and Johannes Brahms, 1853–1896]. 1: 1853–1871, Vol. 2: 1872–1896. Preface by Marie Schumann. New York: Vienna House. ISBN 0844300543. OCLC 792836. Original publisher (English ed.): New York: Longmans, Green & Co. (1927). Original publisher (German ed.): Leipzig: Breitkopf & Härtel (1927) .

- Murray, Jenni (2018). 《A History of the World in 21 Women: A Personal Selection》. Oneworld Publications. ISBN 978-1-78-607411-9.

- Reich, Nancy B. (2001). 《Clara Schumann: The Artist and the Woman》 Revis판. Ithaca, NY: Cornell University Press. ISBN 978-0-8014-8637-1.

- Reich, Susanna (1999). 《Clara Schumann: Piano Virtuoso》. New York: Houghton Mifflin Harcourt. ISBN 0-618-55160-3.

- Walker, Alan (1993). 《Franz Liszt: The Weimar Years》. New York: Cornell University Press. 338–367쪽. ISBN 0-8014-9721-3.

- Shaw, George Bernard (1937). 《London Music in 1888–1889 as heard by Corno di Bassetto》. London: Constable.

- Schumann, Eugenie (1925) [English translation 1927, reprinted 1991]. 《Erinnerungen》 [The Schumanns and Johannes Brahms: The Memoirs of Eugenie Schumann]. 번역 Busch, Marie. Lawrence, MA: Music Book Society. ISBN 1-878156-01-2.

- Swafford, Jan (1997). 《Johannes Brahms: A Biography》. New York: Alfred A. Knopf, Inc. ISBN 0-679-42261-7.

#### 백과사전
- Abraham, Gerald E. H. (1998년 7월 20일). 〈Robert Schumann / German composer〉. 《Encyclopædia Britannica》. 2019년 9월 13일에 확인함.

- Avins, Styra (2002). 〈Joseph Joachim〉. 《Oxford Companion to Music》. Oxford University Press.

- Bonds, Mark (2001). 〈Symphony: II. 19th century〉. 《The New Grove Dictionary of Music and Musicians》 2판. London: Macmillan. ISBN 0-333-60800-3.

- Daverio, John (2001). 〈Schumann, Robert〉. 《Grove Music Online》. Oxford University Press. doi:10.1093/gmo/9781561592630.article.40704. ISBN 9781561592630. 2007년 6월 24일에 확인함.

- Hall, George (2002). “Schumann, Clara (Josephine)”. 《The Oxford Companion to Music》 (New York: Oxford University Press).

- Reich, Nancy B. (2001). 〈Schumann [née Wieck], Clara (Josephine)〉. 《Grove Music Online》. Oxford University Press. doi:10.1093/gmo/9781561592630.article.25152. ISBN 978-1-56159-263-0.

- Weingarten, Joseph (1972). 〈Interpreting Schumann's Piano Music〉.   Walker, Alan. 《Robert Schumann: The Man and His Music》. London: Barrie & Jenkins. ISBN 978-0214668050. OCLC 655091460.

#### 신문
- Allihn, Karen (2019년 3월 5일). “Erinnerungen an Clara Schumann : Alleinstehend, berufstätig, kinderreich”. 《Frankfurter Allgemeine Zeitung》 (독일어). 2019년 9월 13일에 확인함.

- Altenmüller, Eckart; Kopiez, Reinhard (2010). “Suffering for Her Art: The Chronic Pain Syndrome of Pianist Clara Wieck-Schumann”. 《Neurological Disorders in Famous Artists – Part 3》. Frontiers of Neurology and Neuroscience. 27권 (Basel: Karger). 2018년 9월 26일에 확인함.

- Daverio, John (1997). “Sounds Without the Gate: Schumann and the Dresden Revolution”. 《Il Saggiatore musicale》.

- Galloway, Janice (2002년 6월 20일). “Silent partner”. 《The Guardian》.

- Horne, William (1997). “Brahms's Op. 10 Ballades and His Blätter Aus Dem Tagebuch Eines Musikers”. 《The Journal of Musicology》. 15권 1호. JSTOR 763905.

- Kopiez, Reinhard (2008년 11월 28일). “Clara Schumann's collection of playbills: A historiometric analysis of life-span development, mobility, and repertoire canonization” (PDF). 《Poetics》 37: 50–73. doi:10.1016/j.poetic.2008.09.001. 2021년 8월 15일에 원본 문서 (PDF)에서 보존된 문서. 2018년 9월 27일에 확인함.

- Negwer, Ingo (February 2002). “Dr. Hoch's Konservatorium seit Januar Musikakademie / Bericht vom Festakt zur Verleihung des Status einer Akademie”. 《Online Musik Magazin》 (독일어). 2019년 9월 12일에 확인함.

- Pedroza, Ludim R. (October–December 2010). “Music as Communitas: Franz Liszt, Clara Schumann, and the Musical Work”. 《Journal of Musicological Research》 (Taylor & Francis) 29 (4): 295–321. doi:10.1080/01411890903475981. ISSN 0141-1896. S2CID 145104181.  - EBSCO Host 경유 (구독 필요)

- Popova, Maria (2017년 2월 21일). “When a Friendship Is More Than Friendship: The Tender Letters of Clara Schumann and Johannes Brahms”. 《Brain Pickings》. 2018년 9월 15일에 확인함.

- Reich, Nancy B. (1986). “Clara Schumann”. 《Women Making Music: The Western Art Tradition, 1150–1950》 (Urbana and Chicago: University of Illinois Press). ISBN 0252012046.

- Riebsamen, Hans (2019년 5월 9일). “Pianistin Clara Schumann : Klavierstunde bei der eisernen Meisterin”. 《Frankfurter Allgemeine Zeitung》 (독일어). 2019년 9월 12일에 확인함.

- Swafford, Jan (2003년 4월 26일). “Bittersweet symphonies / Brahms's affair with Clara Schumann was a sizzling mess that left his life in chaos and filled his music with yearning”. 《The Guardian》. 2019년 10월 8일에 확인함.

- Worl, Gayle (1997년 3월 9일). “Women of Historic Note”. 《The Washington Post》.

#### 온라인 출처
- Berliner Philharmoniker. “Clara Schumann und die Berliner Philharmoniker, Zum 200. Geburtstag der Pianistin und Komponistin”. 《berliner-philharmoniker.de》 (독일어). Berliner Philharmoniker. 2023년 2월 1일에 원본 문서에서 보존된 문서. 2019년 10월 9일에 확인함.

- Braunstein, Joseph (1971). 《Clara Schumann; Michael Ponti, piano》 (LP, liner notes). Candide. CE 31038.

- Buja, Maureen (2015년 9월 10일). “Linds and Clärchens: Women Musicians and National Currency”. 《interlude.hk》. Interlude. 2019년 4월 17일에 원본 문서에서 보존된 문서. 2019년 10월 16일에 확인함.

- 〈The Clara Schumann Story〉. 《The Loretta Young Show》 (TV series). 시즌 1. 제26 회. Loretta Young (actor). 1954년 3월 21일. 2019년 10월 16일에 확인함.

- Dunsmore, David R. (December 2013). “Review: Clara Schumann – Three Romances for violin and piano, Op. 22”. 《musicweb-international.com》.

- 《Frühlingssinfonie》 [Spring Symphony] (1983) (Motion picture). 2019년 10월 16일에 확인함.

- 《Geliebte Clara》 [Beloved Clara] (2008) (Motion picture). Helma Sanders-Brahms (director). 2019년 10월 16일에 확인함.

- Klassen, Janina (2011). “Schumann, Clara (Josephine)”. 《sophie-drinker-institut.de》 (독일어). Bremen: Sophie Drinker Institute. 2019년 9월 12일에 확인함.

- Nauhaus, Julia M. “Clara Schumann, née Wieck (1819–1896), wife”. 《schumann-portal.de》. 번역 Ma, Katharina. Schumann Portal. 2019년 9월 12일에 확인함.

- Nauhaus, Julia M. “Eugenie Schumann (1851–1938), daughter”. 《schumann-portal.de》. 번역 Ma, Katharina. Schumann Portal. 2019년 9월 12일에 확인함.

- Nauhaus, Julia M. “Mariane Wieck-Bargiel, née Tromlitz (1797–1872), mother of Clara Schumann”. 《schumann-portal.de》. 번역 Ma, Katharina. Schumann Portal. 2019년 10월 7일에 확인함.

- Paper Money Guaranty (2018년 5월 15일). “Clara Schumann German Mark”. 《pmgnotes.com》. Paper Money Guaranty. 2019년 10월 16일에 확인함.

- Savage, Mark (2017년 3월 8일). “Five forgotten female composers will be celebrated on BBC Radio 3”. BBC. 2019년 10월 9일에 확인함.

- Schumann, Clara (2001). 《Piano Music》. Selected and with an Introduction by Nancy B. Reich. Mineola, NY: Dover Publications. ISBN 978-0486413815. Originally published 1836, 1840, 1845, 1854, 1855.

- Schumann, Robert (1879–1893).  Schumann, Clara, 편집. 《Robert Schumanns Werke》. Breitkopf & Härtel.

- Schumann Portal. “Clara Schumann's concert tours”. 《schumann-portal.de》. Schumann Portal. 2019년 10월 9일에 확인함.

- Schwarm, Betsy (2013년 6월 28일). 〈Piano Concerto in A Minor, Op. 54 / work by Schumann〉. 《Encyclopædia Britannica》. 2019년 9월 12일에 확인함.

- 《Song of Love》 (1947) (Motion picture). Katharine Hepburn (actor).

- 《Träumerei》 [Dreaming] (Motion picture). Harald Braun (director). 2023년 4월 24일에 원본 문서 (1944)에서 보존된 문서. 2024년 6월 9일에 확인함.

## 더 읽어보기
- Beer, Anna: Sounds and Sweet Airs: The Forgotten Women of Classical Music. Chapter 6: "Schumann", pp. 205–41. Oneworld Publications (2016). ISBN 978-1-78074-856-6.
- Boyd, Melinda: "Gendered Voices – The Liebesfrühling Lieder of Robert and Clara Schumann". In 19th-Century Music, Vol. 39 (Autumn 1975), pp. 145–62.
- Burk, John N.: Clara Schumann; A Romantic Biography. Random House NYC 1940.
- Burstein, L. Poundie: "Their Paths, Her Ways – Comparison of Text Settings by Clara Schumann and Other Composers". In Women and Music: A Journal of Gender and Culture, Vol. 6 (2002), pp. 11ff.
- Gates, Eugene. "Clara Schumann: A Composer's Wife as Composer." Kapralova Society Journal 7, no. 2 (Fall 2009): 1–7.
- Gould, John: "What Did They Play? The Changing Repertoire of the Piano Recital from the Beginnings to 1980". In The Musical Times Vol. 146 (Winter 2005), pp. 61–76.
- Kühn, Dieter: Clara Schumann, Klavier. Fischer Taschenbuch Verlag (March 2009). ISBN 9783596142033. (독일어).
- Mäkelä, Tomi: "Den Lebenden schulden wir Rücksichtnahme, den Toten nur die Wahrheit. Eine Einführung in Friedrich Wiecks Welt der philisterhaften Mittelmäßigkeit und besseren Salonmusik". In Friedrich Wieck:  Gesammelte Schriften über Musik und Musiker [...], pp. 15–49. Frankfurt am Main: Peter Lang (2019). ISBN 978-3-631-76745-0. (독일어).
- Rattalino, Piero: Schumann. Robert & Clara. Varese: Zecchini Editore (2002). ISBN 88-87203-14-8. (이탈리아어).
- Saremba, Meinhard (2021). 《Clara Schumann, Johannes Brahms und das moderne Musikleben》 1판. Hamburg: Osburg-Verlag. ISBN 978-3-95510-259-3.
- Sémerjian, Ludwig. "Clara Schumann: New Cadenzas for Mozart's Piano Concerto in D Minor. Romantic Visions of a Classical Masterpiece." Kapralova Society Journal 17, no. 2 (Fall 2019): 1–9.
- Vloed, Kees van der: Clara Schumann-Wieck. De pijn van het gemis. Soesterberg, Netherlands: Aspekt (2012). ISBN 9789461531773. (네덜란드어).